# Elecciones generales de Nueva Zelanda de 1999
Las elecciones generales de Nueva Zelanda de 1999 se celebraron el 27 de noviembre de 1999 para elegir la Cámara de Representantes de Nueva Zelanda, compuesta por 120 diputados en su 46ª legislatura: se trató de las 46ª elecciones desde la creación del Gobierno neozelandés en 1853.
El Partido Laborista de Nueva Zelanda liderado por Helen Clark venció al Partido Nacional de Nueva Zelanda, que gobernaba desde 1990 y que en ese momento estaba dirigido por Jenny Shipley. Después de las elecciones, los laboristas formaron una coalición la Alianza y el apoyo parlamentario de otros partidos de izquierda y centro. 

## Contexto
Las elecciones generales de Nueva Zelanda de 1996 fueron las primeras en las que se aplicó el sistema de representación proporcional mixta, que sustituía al escrutinio mayoritario uninominal establecido desde 1853, cuando se formó el primer parlamento neozelandés. Como ningún partido obtuvo la mayoría absoluta que le permitiera gobernar en solitario, el Partido Nacional formó un gobierno de coalición con Nueva Zelanda Primero, un partido populista. Pronto las relaciones entre ambos partidos se deterioraron, y Winston Peters, líder de Nueva Zelanda Primero, decidió abandonar la coalición. Sin embargo, varios diputados se negaron a esta decisión y abandonaron el grupo parlamentario, ofreciendo su apoyo parlamentario al Partido Nacional. Traas esto, el gobierno se volvió inestable por la debilidad de sus alianzas parlamentarias. 
En la oposición, los laboristas aprovecharon la crisis en el gobierno para promocionarse como una alternativa sólida frente al Partido Nacional. Desarrollaron relaciones de amistad con otros partidos de izquierda, como la Alianza, procedente de una escisión laborista, con la que conciliaron las diferencias que provocó la división en los laboristas en los 80.
Estas fueron las primeras elecciones en las que las dos principales candidaturas estuvieron encabezadas por mujeres. 

## Resultados electorales
| Partido | Partido               | Votos     | % de votos | Escaños    | Escaños | Escaños | Escaños |
| Partido | Partido               | Votos     | %          | Electorado | Lista   | Total   | -/+     |
| ------- | --------------------- | --------- | ---------- | ---------- | ------- | ------- | ------- |
|         | Partido Laborista     | 800.199   | 38.74      | 41         | 8       | 49      | +12     |
|         | Partido Nacional      | 629.932   | 30.50      | 22         | 17      | 39      | -5      |
|         | Alianza               | 159.859   | 7.74       | 1          | 9       | 10      | -3      |
|         | ACT                   | 145.493   | 7.04       | 0          | 9       | 9       | +1      |
|         | Partido Verde         | 106.560   | 5.16       | 1          | 6       | 7       |         |
|         | Nueva Zelanda Primero | 87.926    | 4.26       | 1          | 4       | 5       | -12     |
|         | Futuro Unido          | 11.065    | 0.54       | 1          | 0       | 1       |         |
|         | Otros partidos        | 124.460   | 6.03       | 0          | 0       | 0       | −7      |
| Total   | Total                 | 2.127.265 | 100.00     | 67         | 53      | 120     | 0       |